# Уолден, Брайан
Аластер Брайан Уолден (8 июля 1932 — 9 мая 2019) — британский журналист, член британского парламента от лейбористской партии, от Бирмингема, с 1964 по 1977 год.
Являлся одним из известнейших политических интервьюеров в истории британского радиовещания. Он получил несколько наград за вещание, в том числе BAFTA Richard Dimbleby Award в 1986 году, а в 1991 году был назван ITV личностью года. Он был первым журналистом, взявшим интервью у Маргарет Тэтчер.

## Биография
Брайан Уолден родился в Уэст-Бромидже. Учился в Королевском колледже в Оксфорде. Окончил аспирантуру в колледже Наффилд, Оксфорд, прежде чем стать преподавателем университета.
На всеобщих выборах 1964 года Уолден был избран депутатом парламента от Бирмингема. Переизбран на всеобщих выборах 1966 и 1970 годов. После парламентской карьеры Уолден занялся журналистикой. Он делал телепередачи в основном для лондонского телевидения выходного дня, такие как Weekend World, The Walden Interview и Walden. Также был членом совета Центрального телевидения в период с 1981 по 1984 год.
Во время интервью с Тэтчер в 1983 году Уолден ввел термин «викторианские ценности», чтобы описать убеждения, которые она принимала и повторяла много раз. Уолден написал речь Тэтчер на митинге Уэмбли во время избирательной кампании 1983 года. Также был широко известен как ведущий программы Weekend Television, а уже в 1986 году Уолден стал обозревателем газеты The Sunday Times.
В 1988 году он назвал Тэтчер «уникальным политиком, господствующим духом нашего века».

### Личная жизнь
После выхода на пенсию Уолден жил в Сент-Питер-Порте на о. Гернси.
Он был женат три раза: на Сибил Блэкстоун, Джейн МакКеррон, затем на Хейзел Даунс, с ней прожил в течение 43 лет. У него было четыре сына: Ричард и Филипп (от первого брака), актёр Бен Уолден (от второго) и Кристофер (от третьего). Он выступил против запрета на охоту на лис и был решительным сторонником Брексита.
Уолден скончался 9 мая 2019 года в возрасте 86 лет от осложнений, связанных с эмфиземой.